# 北罗宾逊
北罗宾逊（英語：North Robinson），是一个美國村庄，位於俄亥俄州克劳福德县。根據2010年的人口普查，當地人口為205人。

## 地理
北罗宾逊位于40°47′34″N 82°51′27″W / 40.79278°N 82.85750°W (40.792804,-82.857596)。
根据美国人口普查局，该村庄总面积为0.10平方英里（0.26平方）。